# Alessandro Bilotta
Alessandro Bilotta (né le 17 août 1977) est un scénariste de bande dessinée italien qui après des débuts dans la bande dessinée d'auteur a principalement travaillé pour des éditeurs grand public (Sergio Bonelli Editore, Star Comics). Il a écrit trois albums directement pour le marché français, publiés en 2006.

## Œuvres en français
- Daisuke et le Géant, t. 1 : Le Trente-et-unième Jour, avec Alberto Pagliaro (it), Delcourt, coll. « Terres de Légendes », 2006  (ISBN 2-7560-0356-5).
- Romano, t. 1 : Un automne de dix secondes, avec Carmine Di Giandomenico (it), Vents d'ouest
- La Lande des aviateurs, t. 1 : Ceux qui restent, avec Carmine Di Giandomenico, Les Humanoïdes associés, 2006  (ISBN 2-7316-1751-9).

## Récompenses
- 2006 : Prix Micheluzzi du meilleur scénariste pour une série réaliste pour La Dottrina no 3
- 2014 : Prix Micheluzzi du meilleur scénariste pour Le Storie no 10 : Nobody
- 2018 : Prix Micheluzzi du meilleur scénariste pour Mercurio Loi no 4-7